# بوبي مور (متسابق دراجات نارية)
بوبي مور (بالإنجليزية: Bobby Moore)‏ هو متسابق دراجات نارية أمريكي، ولد في 1968 في الولايات المتحدة.